# دهنونده
دهنونده، روستایی از توابع بخش مرکزی شهرستان اردل در استان چهارمحال و بختیاری ایران است. منطقه ای بسیار زیبا با چشم اندازی دلنشین همچنین مکانی برای گردشگران و کسانی که برای زیارت امامزاده ها به این روستا میروند.
مردم حاضر در روستا از ایل گندلی-طایفه ی صالح بابری تیره علیرضاوند هستند.

## جمعیت
این روستا در دهستان پشتکوه قرار دارد و براساس سرشماری مرکز آمار ایران در سال1395، جمعیت آن حدود ۸۰۰ نفر و ۱۴۰ خانوار بوده‌است.